# Schmetterholz

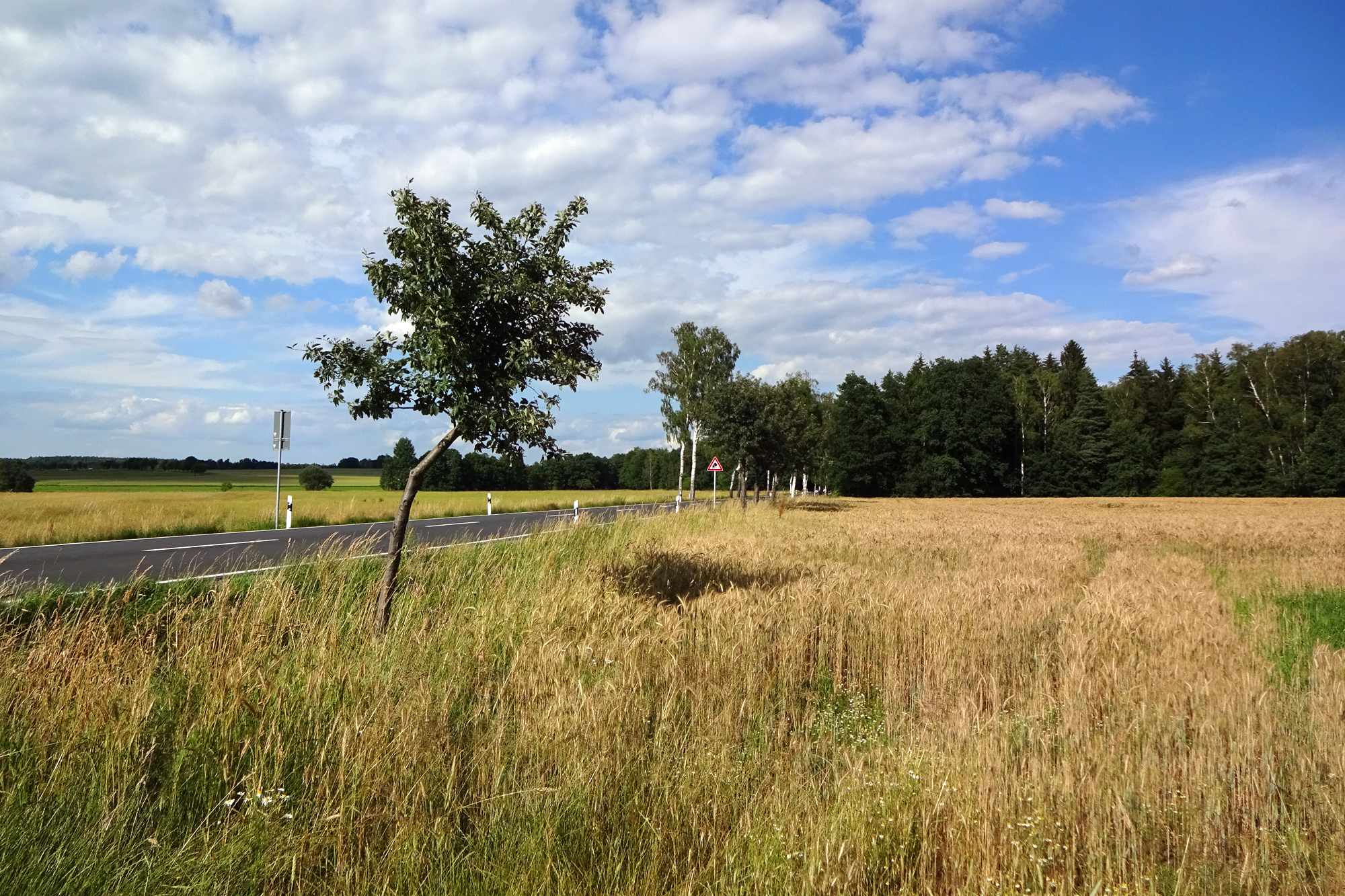
Schmetterholz an der B 6, Blick in Richtung Großharthau

Das Schmetterholz ist ein östlich von Dresden gelegenes Waldstück zwischen Fischbach und Großharthau in Sachsen.

## Lage und Größe
Das Schmetterholz befindet sich beiderseits der Bundesstraße 6 zwischen dem „Fischbacher Kreuz“ und dem Großharthauer Ortsteil Schmiedefeld. Der größte Teil des Waldstücks liegt in der Gemarkung Stolpen, kleinere Teile in den Gemarkungen Großharthau und Arnsdorf; somit gehört das Schmetterholz sowohl zum Landkreis Sächsische Schweiz-Osterzgebirge als auch zum Landkreis Bautzen. Am nördlichen Rand des Waldes fließt der Seifenbach, der zwischen Seeligstadt und Arnsdorf in die Schwarze Röder mündet.
Das Schmetterholz erstreckte sich bis ins 19. Jahrhundert über eine Fläche, die von Fischbach bis an die Gastwirtschaft „Dürrer Fuchs“ in Schmiedefeld reichte. Gemeinsam mit anderen Waldstücken, namentlich dem Pfarrbusch bei Frankenthal und dem Herrnholz bei Seeligstadt, bildete das Schmetterholz ein zusammenhängendes Waldgebiet zwischen dem Karswald und der Massenei. Ab dem Ende des 19. Jahrhunderts begann man damit, große Waldflächen zu roden und für die Landwirtschaft zu kultivieren. Die reine Waldfläche des Schmetterholzes beträgt heute unter einem Quadratkilometer.

## Namensherkunft
Die Bezeichnung Schmetterholz stammt aus der Zeit vor der Eröffnung der Bahnstrecke Görlitz–Dresden im Jahr 1846. Damals gab es in Schmiedefeld eine Posthalterei, und die Straße durch das Waldstück gehörte zur vielbenutzten Fernverbindungsstrecke von Hamburg nach Breslau. Der Überlieferung nach waren es vor allem die Postkutscher, die bei der Durchquerung des Waldes stets ihre Lieder „schmetterten“, was dem Gebiet schließlich seinen Namen gab.

## Spuk und Sage vom „Grauen Männchen“
Für das Jahr 1793 ist überliefert, dass ein Fleischermeister aus Schmiedefeld im Schmetterholz einem Raubmord zum Opfer fiel. Daran erinnerte auch lange Zeit ein Gedenkstein mit der Aufschrift G. S. F. und der Jahreszahl 1793. Seither soll es im Schmetterholz spuken. Viele Wanderer berichteten, dass sie nachts beim Durchqueren des Waldes lautes Hundegebell, Geräusche von galoppierenden Pferden und Rufe von Reitern hörten, aber nichts zu sehen war. Im Winter sollen Menschen auf der Straße durch den Wald von Geräuschen sich schnell nähernder Pferdeschlitten erschreckt worden sein. Forst- und Waldarbeitern sowie Fuhrleuten soll außerdem wiederholt ein graues Männchen begegnet sein, das die Landstraße vom südlichen in den nördlichen Teil des Schmetterholzes überquerte. Das Männchen wurde angeblich sehr oft beobachtet, dabei überquerte es jedoch stets nur die Straße und tat keinem, der es sah, etwas zuleide.

## Zwinger „Vom Schmetterholz“
Seit 1993 gibt es in Fischbach eine Zuchtstätte für Deutsche Schäferhunde, die den Zwingernamen Vom Schmetterholz trägt.